# آرثر ميتكالف
آرثر ميتكالف (بالإنجليزية: Arthur Metcalf) (8 أبريل 1889 في المملكة المتحدة - 9 فبراير 1936 في المملكة المتحدة) هو لاعب كرة قدم بريطاني (وحمل سابقاً جنسية المملكة المتحدة لبريطانيا العظمى وأيرلندا) في مركز الهجوم. لعب مع ستوكبورت كونتي وسويندون تاون ونادي ليفربول ونورويتش سيتي ونيوكاسل يونايتد وAberdare Athletic F.C. ‏ وأكرينجتون ستانلي ‏.